# Masque Ndimina

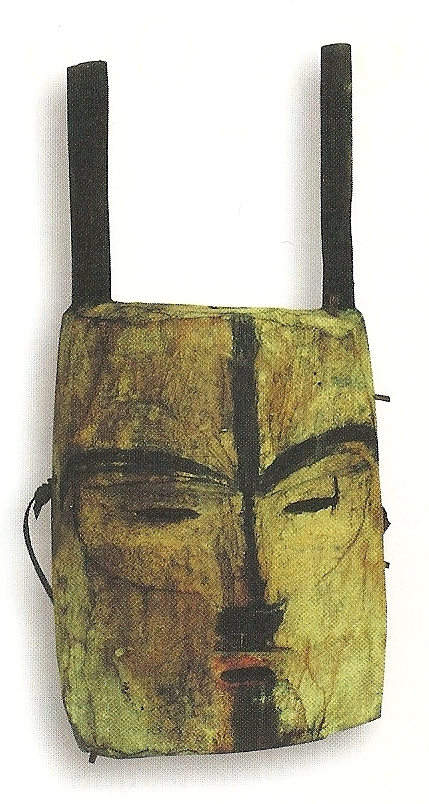
Masque Ndimina

Le masque Ndimina est un masque traditionnel gabonais originaire du groupe ethnique Mitsogo dans la région de la Ngounié (Gabon).

## Description
Taillé dans du bois de yombo ou de ghesanga, le masque présente une tête rectangulaire à deux cornes. 
Un trait noir vertical médian descend de la tête jusqu'au menton en passant par la jonction des sourcils, par le nez et la bouche. Un nez peu proéminent et des yeux minuscules donnent au masque une allure endormie.

## Utilisation
Ce masque d'usage masculin est associé aux cérémonies de Bwiti. Il représente l'entité femelle "Moghondzi" dans les différents bwiti (Bwiti des néophyte, bwiti de la mort, bwiti des pleurs).
Il est porté dans le sanctuaire mbandja.